# Askeza
Askeza (starogrčki ασκισις askezis – vježba) je način života koji se sastoji u odricanju od strasti i tjelesnih potreba, kako bi se postiglo duhovno pročišćenje. 
U širem smislu, asketizam  predstavlja filozofiju koja nalaže dragovoljno i svjesno odricanje od materijalnih, tjelesnih i drugih potreba.
Asketizam je bio široko rasprostranjen u Indiji Budinog doba. I sam je Gautama bio posvećen askezi u razdoblju prije prosvjetljenja. 